# 분배법칙

분배법칙(分配法則, distributive property)이란 상세히 말하자면 추상대수학에서, 이항연산에 대한 성질로 다음과 같은 초등대수의 덧셈에 대한 곱셈의 분배법칙 4 · (2 + 3) = (4 · 2) + (4 · 3) 을 일반화시킨 것이다.

## 분배법칙의 정의
주어진 집합 S 와 S에 대한 두 이항연산 • 와 + 에 대해, 만약 연산 • 이
- S의 임의의 원소 x, y, z 에 대해

x • (y + z) = (x • y) + (x • z);
이 성립하면 연산 • 은 연산 +에 대해 좌분배법칙(left-distributive)이 성립한다고 한다.
- S의 임의의 원소 x, y, z 에 대해

(y + z) • x = (y • x) + (z • x);
이 성립하면 연산 • 은 연산 +에 대해 우분배법칙(right-distributive)이 성립한다고 한다.
- 연산 +에 대해 좌분배법칙과 우분배법칙이 모두 성립하면 연산 • 는 연산 +에 대해 분배법칙이 성립한다고 한다.

만약 연산 •에 대해 교환법칙이 성립하면 위의 세 조건은 모두 논리적으로 동일하다.

## 분배법칙의 예
- 임의의 자연수, 정수, 유리수, 실수, 복소수의 곱셈 ×은 덧셈 ＋에 대해 분배법칙이 성립한다.
- 합집합 연산 ∪은 교집합 연산 ∩에 대해 분배법칙이 성립하고, 교집합 연산 ∩은 합집합 연산 ∪에 대해 분배법칙이 성립한다. 또한, 교집합 연산은 대칭자 연산에 대해 분배법칙이 성립한다.
- 임의의 실수 (또는 임의의 완전 순서집합) a, b, c에 대해, 최댓값 연산 max은 최솟값 연산 min에 대해 분배법칙이 성립하고, 그 역 또한 참이다.

max(a, min(b, c)) = min(max(a, b),max(a, c))
min(a, max(b, c)) = max(min(a, b),min(a, c))
- 임의의 정수 a, b, c에 대해, 최대공약수 연산 gcd는 최소공배수 연산 lcm에 대해 분배법칙이 성립하고, 그 역 또한 참이다.

gcd(a, lcm(b, c)) = lcm(gcd(a, b),gcd(a, c))
lcm(a, gcd(b, c)) = gcd(lcm(a, b),lcm(a, c))
- 임의의 실수 a, b, c 에 대해, 덧셈 ＋은 최댓값 연산 max 와 최솟값 연산 min에 대해 분배법칙이 성립한다.

a + max(b, c) = max(a + b, a + c)
a + min(b, c) = min(a + b, a + c)

## 같이 보기
- 교환법칙
- 결합법칙